# Matteo da Perugia
Matteo da Perugia (actif entre 1400 et 1416) est un compositeur italien du Moyen Âge, probablement originaire de Pérouse.

## Biographie
Entre 1402 et 1407, il fut le premier magister cappellæ (maître de chapelle) de la cathédrale de Milan ; sa charge incluait celle de cantor et celle de professeur de trois jeunes gens. Quasi rien d’autre n’est connu à son propos.
Willi Apel avance qu’il fut le plus grand compositeur de sa génération, mais l’étude stylistique incomplète de ces compositions ne peut pas encore confirmer cette opinion.
Matteo da Perugia a composé une trentaine d’œuvres dans le style de l’Ars subtilior ; on les trouve dans le Codex Modena. Il composa également un contre-ténor (voix supplémentaire) pour de nombreuses œuvres existantes, lesquelles lui furent parfois erronément attribuées. Les formes qu’il aborda sont notamment le virelai, la ballade et le rondeau.

## Discographie
- Missa cantilena : contrafactures liturgiques en Italie, 1380-1410 - Mala Punica, dir. Pedro Memelsdorff (23-27 juin 1996, Erato 0630-17069-2) (OCLC 956266100)
- Virelais, ballades, caccia - Huelgas Ensemble, dir. Paul Van Nevel (6-8 novembre 1996, Sony) (OCLC 39298127)
- Hélas Avril : chansons de Matteo da Perugia (1999, Erato)[2] (OCLC 872154170), (Fiche sur medieval.org)
- Matteo da Perugia - Tetraktys : Jill Feldman et Kees Boeke (2016, Etcetera) (OCLC 1040263965)